# فهرست قنات‌های شهرستان پیرانشهر
جدول زیر براساس آمار وزارت جهاد کشاورزی تهیه شده‌است. فهرست زیر قنات‌های شهرستان پیرانشهر در استان آذربایجان غربی را نشان می‌دهد.
| نام قنات | موقعیت                           | نزدیک‌ترین روستا | طول قنات (متر) | تعداد میله چاه | عمق مادر چاه | دبی (لیتر بر ثانیه) | سطح زیر کشت (هکتار) |
| -------- | -------------------------------- | --------------- | -------------- | -------------- | ------------ | ------------------- | ------------------- |
| توان     | بخشی نامعلوم در شهرستان پیرانشهر | توان            | ۱۵۰            | ۰              |              | ۱۰                  | ۹۰                  |